# Salim Chartouni
Nabih Salim Chartouni Kuri (20 de diciembre de 1973; Ciudad de México) es un exfutbolista mexicano que jugó de mediocampista. Desde su retiro incursionó en las comunicaciones trabajando en Televisa Deportes y actualmente en la cadena Fox Sports como analista de fútbol.

## Futbolista
Durante su carrera jugó 24 partidos y 661 minutos en Primera división, anotando 1 gol. Debutó el 8 de febrero de 1997 en un América 2-0 Puebla.

## Comentarista y analista
Actualmente es comentarista deportivo y analista en Fox Sports, forma parte de los programas, La Última Palabra, Fox Sports Radio, y El Show de la Bundesliga. También en los juegos de Europa League y Serie A (Italia).

### Televisión
Programas
| Inicio | Programa                 | Horario                            | Canales                    |
| ------ | ------------------------ | ---------------------------------- | -------------------------- |
| 2013   | La Última Palabra        | Lunes a domingo: 23:00 a 24:00 hrs | Fox Sports (Latinoamérica) |
| 2014   | Fox Sports Radio         | Lunes a viernes: 16:00 a 17:00 hrs | Fox Sports (Latinoamérica) |
| 2015   | El Show de la Bundesliga | Viernes: 16:30 hrs                 | Fox Sports (Latinoamérica) |

- Horarios del Centro de México

## Redes Sociales
Cuenta de Twitter:  https://twitter.com/Salimgol